# Woippy
Woippy (Duits: Wappingen) is een gemeente in het Franse departement Moselle (regio Grand Est). De plaats maakt deel uit van de agglomeratie van Metz en ligt direct ten noorden van deze stad. De gemeente telde 14.394 inwoners op 1 januari 2022.

## Geschiedenis
Het kasteel van Woippy werd gebouwd tussen de 12e en de 14e eeuw en was tijdens het ancien régime eigendom van het kapittel van de kathedraal van Metz. Het deed onder andere dienst als gevangenis. De plaats leed oorlogsschade in 1324, 1444, 1475 en 1870 door haar ligging nabij Metz. De kerk van Woippy is 19e-eeuws en verving een oudere kerk uit de 14e eeuw die werd afgebroken wegens bouwvalligheid.
Woippy was de hoofdplaats van het kanton Woippy in het arrondissement Metz-Campagne tot beide op 22 maart 2015 werden opgeheven. De gemeente werd opgenomen in het nieuwgevormde kanton Sillon mosellan, dat onderdeel werd van het eveneens nieuwe arrondissement Metz.

## Geografie
De oppervlakte van Woippy bedroeg op 1 januari 2022 14,58 vierkante kilometer; de bevolkingsdichtheid was toen 987,2 inwoners per km².
In Woippy bevindt zich een groot rangeerterrein van de SNCF. Een groot deel van de gemeente bestaat uit water; 6 ha is sinds 2012 ingericht als Woippy-Plage.
De onderstaande kaart toont de ligging van Woippy met de belangrijkste infrastructuur en aangrenzende gemeenten.

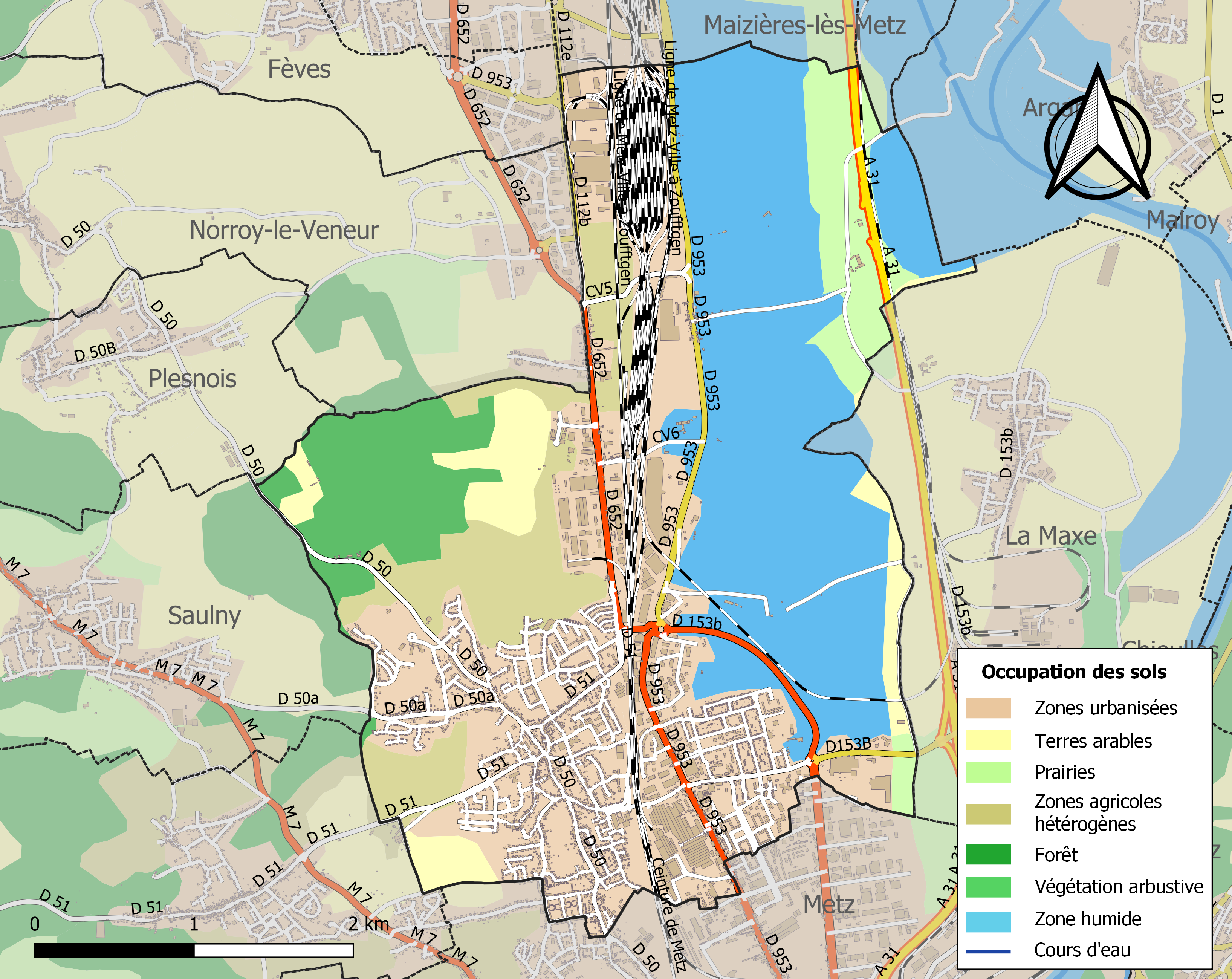

## Demografie
Onderstaande figuur toont het verloop van het inwonertal (bron: INSEE-tellingen).